# 小行星9985
小行星9985（9985 Akiko）是一颗绕太阳运转的小行星，为主小行星带小行星。该小行星于1996年5月12日发现。

## 轨道参数
小行星9985的轨道半长轴为2.3034189 UA，离心率为0.142。